# Miguel José Sanz
Miguel José Sanz Marvez (Valencia, Imperio Español, 1 de septiembre de 1756-Urica, Segunda República de Venezuela, 5 de diciembre de 1814) fue un jurista, político, periodista, e ideólogo de la independencia de Venezuela.

## Biografía
Estudió en la Real y Pontificia Universidad de Caracas y obtuvo el grado de abogado, se graduó en 1778. En ese mismo año pasó a Santo Domingo para que le fuera conferido por la Real Audiencia de aquella conferencia. el título de abogado. Luego de esto ejerció su profesión en Caracas, donde se estableció, y contrajo matrimonio con Alejandra Fernández Andrade en 1786. Fue propietario de una hacienda de cacao en el pueblo de Capaya, en los valles del Tuy. En el mismo año de 1786, al ser fundada la Real Audiencia de Caracas, Sanz fue nombrado relator de la misma. También por este tiempo, ejerció el oficio de Tutor de Simón Bolívar cuando éste quedó huérfano de padre antes de cumplir 3 años de edad. Sanz era un buen consejero de la familia Bolívar y era un hombre enérgico y justo y fue así como el niño pasó a vivir en su casa durante dos años, hasta que retomó de nuevo a su hogar. Paralelo a sus funciones como secretario y decano del Colegio de Abogados de Caracas, Sanz tuvo una destacada intervención en el proyecto para traer una imprenta durante los años 1790-1793, lo cual sin embargo no se logró. Fue igualmente uno de los más entusiastas promotores de la Academia de Derecho Público y Español, cuya instalación se verificó el 8 de diciembre de 1790 en la propia casa de habitación de Sanz.
A partir de 1793, fue uno de los miembros del Real Consulado de Caracas, y asesor jurídico del mismo. Hombre profundamente crítico, hizo severas observaciones al sistema educativo de la época (1800-1802), lo cual le colocó en conflicto con el cabildo caraqueño. Entre 1800 y 1802 redactó unas extensas Ordenanzas para el gobierno y policía de la muy ilustre ciudad de Santiago de León de Caracas, cabeza de la provincia de Venezuela, en 10 manuscritos, cada uno de ellos precedido de una introducción relativa al tema de que trataba; sin embargo el texto de las Ordenanzas se encuentra extraviado hasta el día de hoy, conociéndose en la actualidad sólo un fragmento sobre la educación. Así mismo, el Cabildo de Caracas no estuvo conforme con muchas de las opiniones emitidas por Sanz en dicho proyecto.
Más tarde, como consecuencia de un pleito que sostuvo con la familia del marqués del Toro, Sanz fue expulsado en 1809 a Puerto Rico por el capitán general Juan de las Casas, y regresó meses después del movimiento del 19 de abril de 1810. Junto con José Domingo Díaz, redactó entre noviembre de 1810 y julio de 1811 el periódico "Semanario de Caracas" primera publicación no oficial de Venezuela luego de la conformación de la Junta Suprema Conservadora de los Derechos de Fernando VII en Caracas, el desconocimiento al Consejo de Regencia, y a la convocatoria de las Cortes Generales y Extraordinarias. Sanz se encargaba principalmente de la sección política.  
Fue uno de los consejeros del general Francisco de Miranda en la fundación de la Sociedad Patriótica que se instalaría en 1810.  Es nombrado junto a Antonio Nicolás Briceño, secretario del congreso de 1811. Vicepresidente de la cámara de representantes en 1812 se opuso a la Capitulación de Miranda y fue el primer civil en ocupar la Secretaría de Estado, Guerra y Marina. Caída la primera República (1812) pronuncia en el congreso su célebre discurso a favor del perdón de los implicados en la rebelión de Valencia. Estuvo preso en el castillo San Felipe de Puerto Cabello. Prisionero tras la caída de la Primera República es liberado en junio de 1813, por un dictamen de la Real Audiencia. Al llegar triunfante Bolívar a Caracas en agosto del mismo año, Sanz se incorporó de nuevo a la causa republicana, siendo uno de los llamados a dictaminar sobre el plan de gobierno provisorio redactado por Francisco Javier Ustáriz. En julio de 1814, cuando las fuerzas realistas se acercaban a Caracas, Sanz siguió la emigración a Oriente, y llegó a la isla de Margarita, a instancias del general José Félix Ribas, quien le nombró consejero de guerra, volvió a Tierra Firme y murió el 5 de diciembre de aquel año en la batalla de Urica, donde fueron derrotadas las tropas republicanas.
De él dijo Alejandro de Humboldt: "Puede hacerse un viaje a tierra firme para conocer y tratar un licenciado: Miguel José Sanz", Fue sabio, legislador, filósofo, orador, poeta, publicista y patriota. El viajero francés François Depons, quien le trató en Caracas entre 1801 y 1804, lo llamó «El Licurgo Venezolano». (El gran legislador Griego).Para esta época, en los últimos meses Sanz venía trabajando en sus mejores obras, pero fueron destruidas por los realistas.